# Portret van een man met het kaakbeen van een koe in zijn hand
Portret van een man met het kaakbeen van een koe in zijn hand (ook Verdonck) is de titel van een schilderij dat de schilder Frans Hals rond 1627 maakte. Het beeldt een man af die een kaakbeen omhoog houdt, ogenschijnlijk klaar om toe te slaan. Het kaakbeen en de haardos van de man werden later overgeschilderd met respectievelijk een wijnbokaal en een baret. Het schilderij heette aanvankelijk dan ook De Drinker. Nadat dit werd ontdekt werd het portret in 1930 in zijn oude staat hersteld. Het schilderij bevindt zich in de collectie van de National Gallery of Scotland in Edinburgh.

## Context

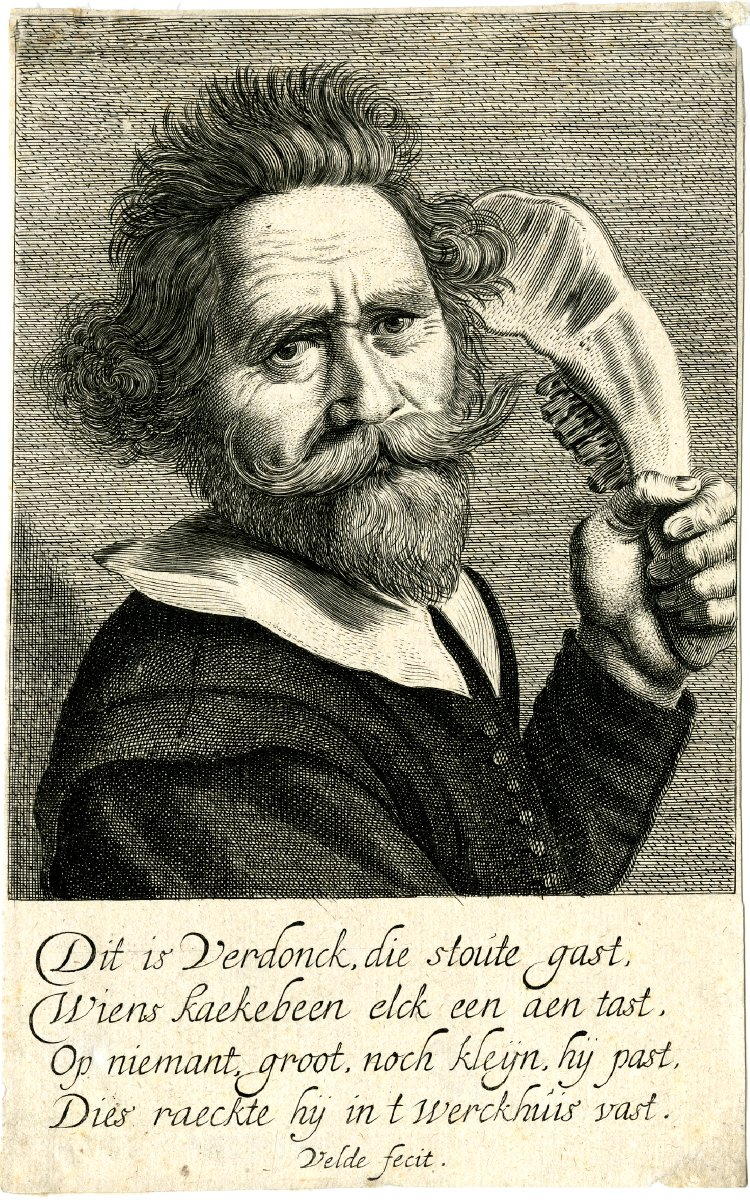
Gravure door Jan van de Velde II

Waarschijnlijk is het schilderij een portret van Pieter Verdonck (ca. 1580 – 1632?). Verdonck was een doopsgezinde koopman uit Gent die zich later in Rotterdam heeft gevestigd. Vermoedelijk was hij familie van de Rotterdamse lakenkoopman Balten Verdonck, die zich door zijn huwelijk met Lysbeth de Clerq verbond aan een doopsgezinde familie in Haarlem, de woonplaats van Frans Hals. Pieter Verdonck behoorde waarschijnlijk tot de meest voorname leden van de doopsgezinde gemeente.
Pieter Verdonck raakte in conflict met Joost Lybaert, een doopsgezinde Vlaamse graankoopman die zich in Haarlem had gevestigd. In 1623 werd Verdonck door de burgemeesters van Haarlem op straffe van gevangenschap gesommeerd om Lybaert met rust te laten. Mogelijk vormde dit conflict, dat waarschijnlijk over religieuze leerstellingen ging, de aanleiding voor Hals om dit schilderij te maken. De prentkunstenaar Jan van de Velde II, een vriend van Hals, maakte in 1627 een gravure naar het schilderij in spiegelbeeld en plaatste er de volgende versregels onder:

Dit is Verdonck, die stoute gast,
Wiens kaekebeen elck een aen tast.
Op niemant, groot, noch kleijn, hij past,
Dies raeckte hij in 't werckhuis vast.

Een werkhuis was een inrichting waarin gevangenen verplichte arbeid moesten verrichten. Mogelijk wijzen de versregels dus op het feit dat Verdonck inderdaad in de gevangenis belandde.

## Afbeelding en symboliek
Het busteportret is gemaakt op paneel en meet 46,7 bij 35,5 centimeter. De grondlaag is okerkleurig en bestaat uit loodwit en mogelijk een beetje umber. Aan de rechterzijde is het monogram FHF aangebracht (Frans Hals Fecit: Frans Hals heeft dit gemaakt).
Verdonck is afgebeeld in een eenvoudig kostuum, mogelijk een verwijzing naar zijn relatie met de 'Oude Vlamingen', de bijnaam voor een puriteinse groep Belgische emigranten. Verdoncks kapsel en baard hebben een verwilderd uiterlijk en in zijn rechterhand houdt hij een kaakbeen vast. Verdonck kijkt de toeschouwer recht aan en lijkt klaar om toe te slaan, hierdoor ademt het schilderij een dreigende sfeer.
In eerste instantie werd aangenomen dat het kaakbeen uitsluitend symbool stond voor Verdoncks snedige repliek in politieke discussies. 'Kaken' betekende in het Middelnederlands namelijk ook 'uitschelden' of 'babbelen'. In 1980 maakte P.J.J. van Thiel een studie naar het schilderij en publiceerde de resultaten in De betekenis van het portret van Verdonck door Frans Hals: de ikonografie van het kakebeen. Hierin zet hij uiteen dat het kaakbeen ook in verband gebracht kan worden met Simson, een rechter uit de Bijbel. In het verslag in Rechters doodt Simson duizend Filistijnen met een kaakbeen van een ezel. Het kaakbeen werd inderdaad aanvankelijk beschouwd als dat van een ezel. Later beweerden anderen dat Hals het kaakbeen van een rund gebruikte, waar hij in Holland bovendien makkelijker aan kon komen.
Het door de doopsgezinde Laurens Willemsz van Alkmaar in 1636 gepubliceerde traktaat bevat felle aanvallen op de leerstellingen van een andere doopsgezinde sekte, namelijk die waartoe de door Verdonck aangevallen Lybaert ook behoorde. Het traktaat was getiteld Het Kakebeen en de schrijver verklaart deze titel door naar het verslag van Simson te verwijzen.

## Andere werken met Verdonck
|                          |  |                                                 |
| Verdonck (anoniem, 1627) |  | Samson met een kaakbeen (Salomon de Bray, 1636) |

Het portret van Verdonck raakte schijnbaar in zwang in de eerste helft van de 17e eeuw. Naast de gravure van Jan van de Velde II zijn er namelijk nog een aantal andere werken gemaakt die op Hals' schilderij zijn gebaseerd. Zo hangt er in het Cincinnati Art Museum in Cincinnati een anonieme kopie uit 1627. Verdonck draagt er een met kant afgezette kraag en het portret is omkaderd door een lijst in Trompe-l'oeil.
Salomon de Bray maakte in 1636 een tekening getiteld Samson met een kaakbeen, als pendant van David met een Zwaard. Toen de tekening later op een groter vel werd geplakt door de nieuwe eigenaar, schreef deze de eerste twee dichtregels van Van de Veldes gravure van boven het werk.

## Historie

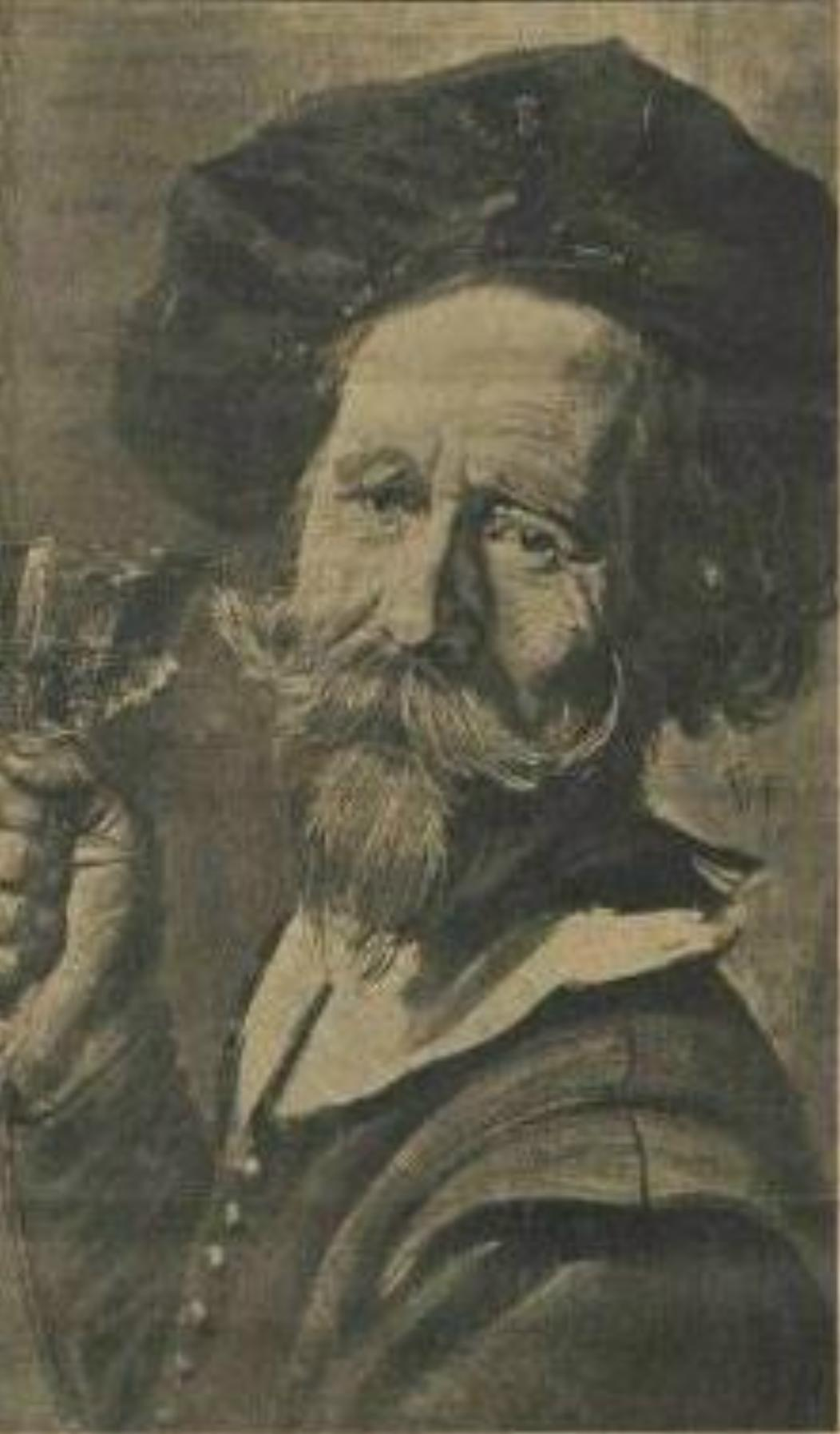
Foto uit 1928 van de overgeschilderde versie

Volgens een schrijven van Caroline S. Vaile kwam het portret van Verdonck in haar familie toen haar grootvader deze rond de jaren twintig van de 19e eeuw cadeau kreeg van zijn stiefmoeder. Op het schilderij was Verdonck afgebeeld met een bokaal met wijn in zijn hand en een bordeauxrode fluwelen baret op zijn hoofd. Op 13 juli 1895 werd het schilderij onder de naam Man with Glass of Wine in Londen geveild voor het bedrag van £430. Vóór 1914 werd het schilderij door kunsthandel Messrs. Agnew verkocht aan een zekere John J. Moubray, die het werk twee jaar later aan de National Gallery of Scotland in Edinburgh schonk.
Onder andere naar aanleiding van Van der Veldes gravure rees bij de Nederlandse restaurateur A.M. de Wild in 1927 het vermoeden dat het portret overgeschilderd was. De baret was grof geschilderd en de bokaal had een vreemde vorm en geen voet. Er werden schoonmaakproeven gedaan en röntgenfoto's gemaakt, die aantoonden dat De Wild gelijk had. De overschilderingen werden verwijderd en brachten het kaakbeen en Verdoncks wilde haardos aan het licht. De Wild publiceerde in 1930 een verhandeling in het Duitse vakblad Technische Mitteilungen für Malerei, waarin hij zijn ontdekking en renovatiemethoden beschreef.

### Birzenieks verslag
Het artikel werd gelezen door H. Birzeniek, de secretaris van het Kunstmuseum van Riga in Letland. Hij schreef daarop een brief naar het vakblad waarin hij verklaarde de omstandigheden te kennen waarop de overschilderingen plaatsvonden. Als bron noemt Birzeniek een Russische restaurateur die het portret in de jaren negentig van de 19e eeuw overschilderde. Het is echter opmerkelijk dat in deze periode het schilderij Groot-Brittannië zou hebben verlaten, al bestaan er geen bewijzen voor het tegendeel. Birzeniek wilde van zowel de kamerheer als de reparateur enkel hun initialen noemen.
In de jaren negentig van de 19e eeuw, zo luidt Birzenieks verslag, kwam een kamerheer in Sint-Petersburg in het bezit van het portret van Verdonck. Het schilderij met de woest uitziende Verdonck beviel zijn vrouw echter niet en ze weigerde het in huis te houden. De kamerheer wendde zich daarom tot de genoemde restaurateur en vroeg hem om de delen van het schilderij die zijn echtgenote niet beviel over te schilderen. Toen de restaurateur weigerde, dreigde de kamerheer om naar een andere, minder kundige restaurateur te gaan. De restaurateur had waardering voor het werk van Frans Hals en wist dat het schilderij mogelijk geruïneerd zou worden. Het vervangen van het kaakbeen door een drinkbokaal was de vrouw van de kamerheer echter niet genoeg. Pas na de toevoeging van de fluwelen baret accepteerde ze dat het kunstwerk een plek kreeg in de verzameling Hollandse meesters van haar man.
De restaurateur zou op de over te schilderen delen eerst een laag mastiekvernis aangebracht hebben. De bokaal, de baret en delen van de achtergrond werden vervolgens aangebracht met een verf die weinig olie bevatte en verdund was met mastiekvernis, zodat deze makkelijk weer te verwijderen zou zijn. Volgens De Wild kon hij deze verflagen echter alleen met de grootste moeite verwijderen.
Portret van een jongeman met een schedel (1616-18) · Huwelijksportret van Isaac Massa en Beatrix van der Laen (ca. 1622) · Luitspeler (ca. 1623) · Zingende jongen met een fluit (1623) · De lachende cavalier (1624) · Lachende jongen (ca. 1625) · Portret van Willem van Heythuysen (1625-30) · Zigeunermeisje (ca. 1626) · Portret van een man met het kaakbeen van een koe in zijn hand (ca. 1627) · De vrolijke drinker (1628-30) · Pekelharing (ca. 1630) · De magere compagnie (1633-37) · Malle Babbe (1633-35) · Portret van een man (ca. 1634) · Portret van een zittende man (ca. 1660, atelier)